# Monanthos
Monanthos es un género con 25 especies de orquídeas. Ha sido separado del género Dendrobium. 

## Descripción
Son pequeñas orquídeas epífita que se encuentran en las calientes y húmedas selvas tropicales de Nueva Guinea y el norte de Australia. Se caracterizan por su tallos delgados y fibrosos y las hojas estrechas, coriáceas que tiene en la mitad superior del tallo, y la inflorescencia con una flor de corta duración y poco visible.

## Sinonimia
- Han sido segregadas del género Dendrobium Sw. (1799) secc. Monanthos Schltr.

## Etimología
El nombre del género deriva de las palabras latinas mona (una) y anthus (flor), que se refiere a la única flor de estas plantas.

## Taxonomía
Monanthos, ha sido segregado de la Sección de Monanthos Schltr. del género Dendrobium, por Brieger en 1981. 
El género cuenta actualmente con 25 especies.
La especie tipo es Monanthos biloba.

## Especies
- Monanthos agrostophylloides (Schltr.) Rauschert (1983)
- Monanthos agrostophyllum (F.Muell.) Brieger (1981)
- Monanthos amblyornidis (Rchb.f.) Rauschert (1983)
- Monanthos biloba (Lindl.) Brieger (1981)
- Monanthos corticicola (Schltr.) Rauschert (1983)
- Monanthos crassinervius (J.J.Sm.) Rauschert (1983)
- Monanthos crenatilabris (J.J.Sm.) Rauschert (1983)
- Monanthos erectifolius (J.J.Sm.) Rauschert (1983)
- Monanthos integer (Schltr.) Rauschert (1983)
- Monanthos isochiloides (Kraenzl.) Rauschert (1983)
- Monanthos koordersii (J.J.Sm.) Rauschert (1983)
- Monanthos lamproglossus (Schltr.) Rauschert (1983)
- Monanthos macer (Schltr.) Rauschert (1983)
- Monanthos malbrownii (Dockrill) Rauschert (1983)
- Monanthos obovatus (Schltr.) Rauschert (1983)
- Monanthos piestocaulos (Schltr.) Rauschert (1983)
- Monanthos planicaulis (Ridl.) Rauschert (1983)
- Monanthos poneroides (Schltr.) Brieger (1981)
- Monanthos procerus (Schltr.) Rauschert (1983)
- Monanthos rhytidothece (Schltr.) Rauschert (1983)
- Monanthos roseoflavidus (Schltr.) Rauschert (1983)
- Monanthos subbilobatus (Schltr.) Rauschert (1983)
- Monanthos subserratus (Schltr.) Rauschert (1983)
- Monanthos vinosus (Schltr.) Rauschert (1983)
- Monanthos xanthothece (Schltr.) Rauschert (1983)